# Regularizace (migrace)
Regularizace je takové opatření státu (v rámci migrační politiky), které umožňuje cizincům bez oprávnění k pobytu legalizovat svůj pobytový status v hostitelské zemi, a to buď trvale nebo dočasně. Jinak bývá tento proces také nazýván „pobytovou amnestií“ či „normalizací“. Jednotná definice toho, co přesně regularizace je, v současnosti neexistuje a její vymezení se liší stát od státu.
Regularizace mívá hromadný charakter. U některých regularizací bývá dopředu stanoven možný počet regularizovaných osob, u jiných toto omezení neexistuje. Regularizace bývá vyhlašována zejména
- jako reakce na potřeby trhu a zajištění integrace neregulérních migrantů na pracovní trh;
- z humanitárních důvodů či z důvodů mezinárodní ochrany;
- ze zdravotních důvodů;
- z dalších důvodů (rodinné důvody, národní zájem, pro určitou národnost, profesní kvalifikace atp.).

## Druhy
Co do rozsahu lze jednotlivé regularizace rozdělit na generální, tj. pro všechny nelegální cizince, a speciální, tj. pouze pro určitou přesně vymezenou skupinu cizinců. Je však třeba podotknout, že zpravidla státy v několikaletém rozmezí uskutečnily či zavedly oba dva popsané druhy amnestií. 
Další ze základních dělení regularizací je na jednorázové a permanentní. Jednorázové regularizace probíhají během časově ohraničeného období (většinou v rozmezí několika měsíců) a často se k nim vážou nějaké podmínky, které musejí splnit (např. prokázání pobytu na území daného státu před určitým datem, existence platné pracovní smlouvy atp.). Permanentní regularizace bývají přímo zakotveny v zákoně a probíhají po dobu platnosti daného (většinou cizineckého) zákona. Za stanovených podmínek si pak mohou cizinci, kteří pobývají v zemi bez povolení k pobytu, požádat o regularizaci statusu kdykoliv. 
Regularizace může být dále individuální či kolektivní; toto rozlišování se týká způsobu výběru beneficientů či způsobu posuzování žádosti. Při individuální regularizaci rozhodující orgán má jisté správní uvážení, zvláště pokud je regularizace zaměřena na ochranu cizinců. U kolektivní regularizace orgán jen mechanicky shledává splnění daných objektivních kritérií bez ohledu na jiné skutečnosti. V praxi neexistují čistě individuální či čistě kolektivní regularizace.
Regularizace se dále dají dělit i podle jiných kritérií např. na organizované a neorganizované, vyhlašované a utajované, z humanitárních důvodů a z důvodu faktického pobytu a tak dále.
Nejnovější právní teorie identifikuje pouze dva široké a jasně odlišitelné druhy: regularizační programy a regularizační mechanizmy, v podstatných rysech korespondující s rozlišením regularizací na jednorázovou a permanentní. Pod tyto hlavní kategorie se podřazují všechna ostatní výše uvedená klasifikační hlediska. Tudíž, zatímco mechanizmy jsou součástí běžné migrační politiky státu, spíše menšího rozsahu a mají permanentní charakter se zaměřením na humanitární případy, programy představují specifická, výjimečná opatření přijatá na základě mimořádné legislativy, probíhají v omezeném časovém úseku a obvykle pokrývají větší množství osob – většinou pracující migranty v neregulérní situaci. Kritéria programů jsou jasně definovaná a relativně transparentní, nejčastěji mezi ně patří vymezená délka pobytu v zemi před určitým datem (de facto) a důkaz zaměstnání. Naopak kritéria a postupy mechanizmů jsou často definována obšírněji, což ponechává velký prostor pro správní uvážení při posuzování individuálních žádostí.